# Dicronocephalus dabryi
Dicronocephalus dabryi är en skalbaggsart som beskrevs av Auzoux 1869. Dicronocephalus dabryi ingår i släktet Dicronocephalus och familjen Cetoniidae. Inga underarter finns listade i Catalogue of Life.